# Associação de Atletismo da Guarda
A Associação de Atletismo da Guarda (AAG) é uma organização regional de Atletismo, sócio efectivo da Federação Portuguesa de Atletismo e membro do Agrupamento das Beiras. É da sua competência a regulação e promoção do atletismo no Distrito da Guarda.

## Origem

### A formação
A Associação de Atletismo da Guarda foi fundada oficialmente no dia 28 de Janeiro de 1977.
Um mês depois da sua fundação foram aprovados os seus estatutos, que ainda hoje se encontram em vigor.
A iniciativa de reunir um conjunto de pessoas para formar uma Associação de Atletismo na Guarda foi da Direcção Geral dos Desportos de Portugal através do seu delegado na Guarda, professor Mário Cameira Serra e Dr. Rui Costa, coordenador do Atletismo na Região das Beiras.

## História
Aquando da aprovação dos estatutos, Mário Cameira Serra referiu a importância que o atletismo estava a ter na região, e que se tratava efectivamente do momento ideal para formar uma Organização Distrital que conseguisse oficializar e organizar a modalidade. No final formou-se uma Comissão Instaladora da qual fazeram parte José Paulos, José Maria da Costa Coelho e José Carlos Pinto Fernandes que tomaram as primeiras deliberações no dia 14 de Maio de 1977.

### A primeira direção
Depois da formação da Associação de Atletismo da Guarda, os seus fundadores, no dia 14 de Maio de 1977, elegeram a primeira Direcção da A.A.G. e para aprovarem também o primeiro Calendário de Provas.
Tomaram igualmente conhecimento do facto de que a Federação Portuguesa de Atletismo admitiu a A.A.G. como sócia efectiva.  
O primeiro dirigente da Associação, eleito por unanimidade, na reunião em questão foi Lélio Veridiano Martins, que passaria a desempenhar assim funções como Presidente.
Com o 25 de Abril de 1974  veio a contribuição para a expansão das provas de estrada, que acabaram por chamar a população para a modalidade, seja na prática ou na assistência. Na altura já existiam um vasto conjunto de provas de carácter popular, nas quais participavam principalmente as camadas mais jovens. 
A Associação de Atletismo da Guarda, responsável pelo atletismo distrito da Guarda, procurava difundir a modalidade dirigindo a sua conduta no sentido de trabalhar com elevados padrões de ética e de profissionalismo. 
As leis em vigência foram compridas de forma minuciosa e dentro da ética dos seus filiados e do empenho dos seus orientadores, isto apesar da existência das  dificuldades com que a A.A.G. se deparou, tendo estado sediada em 8 locais diferentes, só nos primeiros 10 anos de existência, sem que existissem condições devidas ao seu funcionamento. 
Foi graças à Direcção Geral dos Desportos de Portugal que se conseguiu transferir, a sede, em 1988, para um local mais condigno, e posteriormente, já em 2002 se conseguiu o acesso às novas bancadas do Estádio Municipal da Guarda, graças à Câmara Municipal da Guarda. Nas dificuldades, com que a Associação se deparou, poderá residir a explicação para as diferentes oscilações de filiações anuais até agora. 
Entre os anos de 1987 a 1988 foi triplicado o orçamento da A.A.G., devido a um contrato assinado com a Direcção Geral dos Desportos, que dispunha um significativo apoio financeiro, dando à Associação, mais "liberdade" de acção, o que elevou a A.A.G. a trabalhar por um mérito próprio. 
Em 1995, a Associação teve uma recaída com a saída do então Presidente José Manuel Domingues, que se afastou depois de 12 anos consecutivos no desempenho de diversos cargos directivos na Associação, dos quais quase três como Presidente.

### A evolução
Com o 25 de Abril de 1974 veio a expansão da organização de provas de estrada, o que acabou por chamar a população para a modalidade, seja na prática ou na assistência. Na altura já existia um grande e vasto conjunto de provas de carácter popular, nas quais participavam muitos jovens. 
A Associação de Atletismo da Guarda, responsável pelo atletismo distrito da Guarda, procurava prestigiar a modalidade dirigindo a sua conduta no sentido de trabalhar sob elevados padrões de ética e de profissionalismo, tendo o mérito e reconhecimento de uma das associações regionais melhor estruturadas de Portugal. 
De assinalar ainda o facto do cumprimento das leis vigentes de forma minuciosa, da ética dos seus filiados e do empenho e dedicação dos seus orientadores, apesar das diversas dificuldades com que a A.A.G. se deparou, tendo estado sediada em 8 locais diferentes, só nos primeiros 10 anos de existência, sem que existissem condições devidas ao seu funcionamento. 
Em 1988 a Direcção Geral dos Desportos conseguiu transferir a sede para um local mais condigno junto às suas instalações na Av. Gago Coutinho, onde também funcionaram associações distritais de outras modalidades. Posteriormente, em 2002, a AAG celebra um protocolo com a Câmara Municipal da Guarda para a utilização de um espaço nas novas bancadas do Estádio Municipal da Guarda, onde poucos anos antes também tinha sido construída a primeira pista de sintético do distrito que veio substituir a obsoleta pista em cinza.
Entre os anos de 1987 e 1988 o orçamento da A.A.G. foi triplicado devido a um contrato assinado com a Direcção Geral dos Desportos, que dispunha um significativo apoio financeiro, dando à Associação mais "liberdade" de acção, o que elevou a A.A.G. a um lugar com maior mérito próprio. Em 1995, de uma forma imprevisível e incompreensiva, a Associação teve uma forte recaída coincidindo com a saída do então Presidente José Manuel Domingues, que se afastou depois de 12 anos consecutivos no desempenho de diversos cargos directivos na Associação, dos quais quase três como Presidente. Com o esforço contínuo dos dirigentes seguintes a AAG foi voltando a aproximar-se dos níveis anteriores mas as inúmeras adversidades encontradas pelo caminho, sendo a mais actual de todas os cortes nos apoios aos clubes por parte das autarquias, ainda não permitiram que se voltassem a atingir os níveis quantitativos de participação de outros anos, não obstante a qualidade dos atletas na generalidade ter vindo a evoluir, com prestações individuais e colectivas mais brilhantes de ano para ano.

#### Presidentes da AAG
- Lélio Martins (14 de maio de 1977 - 12 de outubro de 1979)

- Leonel Fernandes (12 de outubro de 1979 - 26 de outubro de 1984)

- Amadeu Pinto (26 de outubro de 1984 - 11 de outubro de 1986)

- Luis Coutinho (11 de outubro de 1986 - 21 de novembro de 1992)

- José Manuel Domingues ( 21 de novembro de 1992 - 15 de fevereiro de 1997)

- Lúcio Gil (15 de fevereiro de 1997 - 16 de abril de 2001)

- Manuel Neca (16 de abril de 2001 - 27 de janeiro de 2006)

- Gonçalo Amaral (27 de janeiro de 2006 - 23 de junho de 2010)

- Manuel Neca (27 de junho de 2010-31 de março de 2011)

- Germano Cardoso (desde 20 de abril de 2011)

## Os clubes e atletas
A Associação de Atletismo da Guarda já cumpriu muitos aspectos importantes nos seus 40 anos de existência, difundindo a modalidade, o distrito e os seus jovens. Sempre procurou incentivar o bem-estar físico e promover a prática regular do Atletismo.
Actualmente a Associação conta com mais de uma dezena de Clubes/Escolas filiados, quando já houve, no mínimo, outros 75 clubes a dedicar-se à prática da modalidade em anos anteriores. 
Ao ser formada oficialmente, em 1977, como organizmo orientador do atletismo no distrito da Guarda, passaram a surgir novos clubes e respectivas secções contribuindo para o bem-estar social entre cidadãos e a formação de atletas, dirigentes e treinadores.
Desta forma, criaram-se condições para a evolução de atletas de prestígio no Atletismo Português, casos de José Ramos, Emília Tavares, Fátima Neves, Paulo Figueiredo, Carla Monteiro, Vanda Ribeiro, Paulo Gomes, Inês Monteiro, Andreia Jesus, António Rodrigues (filho), Paulo Gonçalves e Pedro Martins, todos eles internacionais. Além destes, houve ainda outros atletas de realce, como são: como Regina Babo, Rui Nobre, Paulo Fontes ou António Rodrigues (pai).
Neste momento destacam-se valores jovens emergentes como André Jordão, Andreia Crespo, Rúben Felizardo e Hélio Vaz, atletas que integram ou integraram o Percurso de Alta Competição, e outros jovens de valor como João Delgado, Jéssica Abranches, Andreia Nicolau ou Ricardo Gomes.

### Principais clubes com actividade regular
- ACRASX - Associação Cultural, Recreativa e de Assistência de Seixas - VN Foz Côa
- ACRSD - Associação Cultural e Recreativa da Sr.ª do Desterro - S. Romão
- CAS - Centro de Atletismo de Seia
- CDCP - Centro de Desporto, Cultura e Solidariedade Social do Pinheiro - Guarda
- CDRQT - Centro Desportivo e Recreativo de Quintela - Seia
- NDCG - Núcleo de Desporto e Cultura de Gouveia
- UAG - FeraSportive - União Atlética da Guarda

## As competições
A Associação de Atletismo da Guarda tem tradição na organização de grandes competições de Atletismo. Desde o inicio que organiza provas com muita frequência, passando da realização de provas de estrada, predominantes durante os anos 70 e 80, para provas de pista, a partir da década de 90. 
Nos anos iniciais eram muitas as provas de estrada, realizadas no distrito da Guarda, abrangendo todos os seus concelhos. No entanto, esse aspecto foi-se reduzindo no início do século XXI deixando de existir competições em alguns concelhos ou existindo apenas uma prova por ano noutros. Extinguiram-se assim prestigiantes competições que existiam no distrito.
A AAG conta anualmente com um Calendário de Provas dos mais completos do país, envolvendo cerca de 20 a 25 provas de Pista ao ar livre, meia-dezena de provas em Pavilhão, 3 a 5 provas de Corta-Mato e Montanha e cerca de 15 provas de Estrada, incluindo milhas urbanas, marcha e meia-maratona.
A Associação organiza ainda várias competições no quadro competitivo do Agrupamento das Beiras, do qual faz parte. De assinalar igualmente a colaboração com o Desporto Escolar e com o Inatel.
Em termos de campeonatos e taças nacionais, a AAG possui várias provas organizadas no seu historial e, nos últimos anos, tem-se pautado pela realização de pelo menos uma competição por ano. 
A AAG realiza também, anualmente, um excelente Meeting Internacional de Atletismo da Cidade da Guarda, que já se encontra na 8ª edição, com uma importante participação nacional e internacional, possuindo boas marcas nas provas que contém.

### Principais provas
Organizadas directamente pela AAG:
- Meeting Internacional de Atletismo da Cidade da Guarda
- Grande Prémio de Atletismo da Guarda
- Subida da Calçada Romana do Tintinolho

Da responsabilidade de outros agentes:
- Milha Urbana da Serra da Estrela - S. Romão
- Grande Prémio de Marcha Atlética de Celorico da Beira
- São Silvestre de Pinhel
- São Silvestre da Serra da Estrela - Loriga
- Grande Prémio e Milha Urbana do Bairro do Pinheiro
- Grande Prémio do Alto do Côa - Sabugal
- Corta-Mato de S. Martinho - Guarda
- Circuito de Atletismo de Seia (inactivo)

### Competições Nacionais organizadas pela AAG
- Campeonato Nacional de Juvenis de Pista - Guarda, 1981
- Campeonato Nacional de Corta Mato (Fem) - Gouveia, 1989
- Campeonato Nacional de Corta-Mato (Masc) - Guarda, 1990
- Campeonato Nacional de Corta-Mato - Pinhanços, Seia, 1997
- Campeonato Nacional P. Combinadas Juvenis - Guarda, 1998
- Campeonatos Nacionais de Esperanças/Sub-23 - Guarda, 2003
- I Taça de Portugal de Corrida em Montanha - Guarda, 7 Agosto 2004
- Campeonatos de Portugal em Pista - Seia, 22 e 23 Julho 2006
- III Taça de Portugal de Corrida em Montanha - Guarda, 2 Setembro 2006
- X Campeonato Nacional de Corrida em Montanha - Guarda, 26 Maio 2007
- Campeonatos Nacionais de Esperanças/Sub-23 - Guarda, 5 e 6 Julho 2008
- 3ª Etapa da V Taça de Portugal de Corrida em Montanha - Guarda, 6 Setembro 2008
- Campeonatos de Portugal de Provas Combinadas - Guarda, 2009
- km Jovem Nacional - Guarda, 2009
- Final da VI Taça de Portugal de Corrida em Montanha - Guarda, 25 Julho 2009

## Os juízes
A Associação pode contar ainda com um quadro de Juízes, de boa experiência, os quais participam regularmente na organização das suas provas, graças ao grande empenho passado e actual, do Conselho Regional de Arbitragem da Associação de Atletismo da Guarda. Devido ao facto de realizar anualmente um curso de formação de novos Juízes, a renovação é frequente e mantém um bom funcionamento quanto à disponibilidade de Juízes suficientes na realização das provas.
A Direcção da Comissão Distrital de Juízes, datada do dia de 13 de Maio de 1977, sendo o António Simões o primeiro presidente eleito da Direcção, sucedendo-lhe várias personalidades, de grande dedicação, cargo esse, que é ocupado actualmente, no Conselho de Arbitragem da A.A.G. por António Fragoso, desde 14 de Abril de 2001.
O Corpo de Juízes do Conselho de Arbitragem da Associação de Atletismo da Guarda conta ainda com vários Juízes de categoria Nacional, um Juiz-Árbitro, Gonçalo Amaral (Juiz desde 1994 e Juiz-Árbitro desde 2006) e um Oficial Técnico Nacional, António Fragoso (Juiz desde 1977, Juiz-Árbitro desde 1998 e NTO desde 2008).
O primeiro Juiz-Árbitro dos quadros da AAG foi Manuel Neca (1990) mas actualmente já não integra o Painel de Juízes-Árbitros Activos da FPA.
No passado, a AAG contou ainda com um Juiz-Árbitro e Formador de Juízes de Atletismo de nível I TOECS da IAAF, José Costa.